# شونتارو اوگاتا
اوگاتا شونتارو (به ژاپنی: 尾形 俊太郎 おがたしゅんたろう)؛ ۷ ژوئن ۱۸۳۹ – ۱۳ ژوئن ۱۹۱۳) سامورایی اهل ژاپن و دستیار معاون فرمانده در شینسنگومی یا پلیس ویژه در شوگون‌سالاری توکوگاوا، در دسامبر ۱۸۶۴ بود.

## بررسی اجمالی
او در سال ۱۸۳۹ در قلمرو کوماموتو، ولایت هیگو، از میشیما گنیا و اوتوجو متولد شد. او همسن ناگاکورا شینپاچی در شینسنگومی بود. گفته می‌شود که او پس از ۲۵ مه ۱۸۶۳ به شینسنگومی پیوسته است. هنگامی که این گروه در ژوئن همان سال سازماندهی شد، او به عنوان معاون فرمانده خدمت کرد. گمان می‌رود که او در کودتای ۱۸ اوت شرکت داشته است، اما در طول حادثه ایکِدایا در ژوئن ۱۸۶۴ به او دستور داده شد که به عنوان سرپرست عمل کند و در این امر شرکت نکرد. در یادداشت‌های راهپیمایی دسامبر همان سال، که به بررسی اردوکشی‌های چوشو می‌پردازد، او به عنوان رهبر واحد پنجم منصوب شده است.
به نظر می‌رسد که او مورد اعتماد شدید رئیس دفتر، کوندو ایسامی، بوده و از همان ابتدا بسیار مورد احترام بوده است، به طوری که بدون استثنا در سفر به ادو در سال ۱۸۶۴ برای جذب اعضا و در دو سفر کاری به چوشو در سال‌های ۱۸۶۵ و ۱۸۶۶ او را همراهی کرده است. هنگامی که سپاه در آوریل ۱۸۶۴ سازماندهی مجدد شد، او به عنوان بازپرس و بازرس سامورایی و به عنوان مربی ادبی منصوب شد و به نظر می‌رسد که به عنوان یک کارمند دولت بسیار مورد احترام بوده است. هنگامی که در ژوئن ۱۸۶۷ به عنوان معاون دستیار ارشد شوگون‌سالاری منصوب شد، به درجه گشتی ارتقا یافت.
او به عنوان یک مه‌تسوکه (بازرس پلیس) در نبرد توبا-فوشیمی که در ژانویه ۱۸۶۸ رخ داد، خدمت کرد و پس از شکستش در اوساکا، به ادو بازگشت. پس از آن او در کنار شینسنگومی ماند و از طریق نبرد کوشو کاتسونوما به آیزو راه یافت، تا اینکه در ۲۱ اوت همان سال در نبرد گذرگاه مادر شکست خورد. آخرین حضور ثبت شده او مربوط به اقامت در سایتویا، بیرون خندق بیرونی قلعه آیزو-واکاماتسو در ۲۲ اوت به همراه ۳۸ نفر دیگر، از جمله سایتو هاجیمه (که با نام یاماگوچی جیرو نیز شناخته می‌شود)، قبل از ناپدید شدنش است. اوگاتا و هاجیمه سایتو تنها معاونان فرماندهی بودند که شینسنگومی را تا آیزو همراهی کردند.
محل اختفای اوگاتا برای مدت طولانی نامشخص ماند. ناکاجیما نوبورو، عضو شینسنگومی، اظهار داشت که او «مفقود» شده است، در حالی که یوکوکورا جینگورو، عضو شینسنگومی، اظهار داشت که او «در قلعه آیزو (قلعه آیزو-واکاماتسو) باقی مانده است.» در هر صورت، او از مقر شینسنگومی خارج شد و نظریه‌های مختلفی در مورد محل اختفای او وجود دارد، مانند موارد زیر، اما هیچ‌یک از آنها تأیید نشده‌اند.
- او در آیزو ماند و بقیه عمرش را در آنجا گذراند.
- او در کنار سامورایی‌های سندای جنگید و در سندای تسلیم شد.
- او به زادگاهش قلمرو کوماموتو بازگشت و به پلیس محلی شمشیربازی آموزش داد.